# مانويل كوستا
مانويل كوستا (بالإسبانية: Manuel Costa)‏ هو دراج إسباني، ولد في 11 أكتوبر 1921 في فيلافرانكا ديل بينيدس في إسبانيا.

## وصلات خارجية
- مانويل كوستا على موقع أرشيف الدراجات (الإنجليزية)
- مانويل كوستا على موقع إحصائيات الدراجات الإحترافية (الإنجليزية)
- مانويل كوستا على موقع CycleBase (الإنجليزية)